# Maide Capacci
Maide Capacci (Tuscania, 9 giugno 1926 – Tuscania, 25 luglio 1986) è stato un calciatore e allenatore di calcio italiano, di ruolo centrocampista.

## Carriera
Ha giocato due stagioni nel Tuscania, squadra del suo paese natale dove nella stagione 1946-1947 conquista la promozione in Serie C; poi negli anni successivi gioca in Serie B per quattro stagioni, dal 1950 al 1954, con Anconitana, Piombino (per due stagioni) e Cagliari.
Nella stagione 1957-1958 ha allenato il Tuscania in Prima Divisione Lazio.

## Palmarès

### Club

#### Competizioni regionali
- Prima Divisione: 1

Tuscania: 1947-1948